# Rhipidomys gardneri
Rhipidomys gardneri (Patton, da Silva & Malcolm, 2000) è un roditore della famiglia dei Cricetidi diffuso nell'America meridionale.

## Descrizione

### Dimensioni
Roditore di medie dimensioni, con la lunghezza della testa e del corpo tra 161 e 179 mm, la lunghezza della coda tra 177 e 194 mm, la lunghezza del piede tra 31 e 38 mm, la lunghezza delle orecchie tra 19 e 20 mm e un peso fino a 155 g.

### Aspetto
La pelliccia è corta e ruvida. Le parti dorsali variano dal grigiastro al bruno-arancione, mentre le parti ventrali variano dal fulvo al giallo con la base dei peli grigia limitata alla parte centrale della gola e del petto. Le orecchie sono relativamente corte e marroni scure. I piedi sono lunghi, larghi e con una macchia scura dorsale che si estende fino alla base delle dita. La coda è più lunga della testa e del corpo

## Biologia

### Comportamento
È una specie arboricola.

### Alimentazione
Si nutre di semi e di larve di insetti.

### Riproduzione
Femmine che allattavano tre piccoli erano contemporaneamente gravide.

## Distribuzione e habitat
Questa specie è diffusa nello stato brasiliano occidentale di Acre, nel Perù orientale e nella Bolivia nord-orientale.
Vive nelle foreste mature tra 200 e 2.500 metri di altitudine. Si trova spesso anche in case o capanne con tetti di paglia.

## Conservazione
La IUCN Red List, considerato il vasto areale, nonostante sia stato catturato poche volte e l'assenza di eventuali minacce, classifica R.gardneri come specie a rischio minimo (Least Concern).